# Илинден (Софијска област)
Илинден је село у западној Бугарској. Налази се у општини Мирково, Софијској области. Село је смештено у Југозападни плански регион Бугарске.
Према подацима од 31. децембра 2013. године, село Илинден има приближно 7 становника.